# Valdir Appel
Valdir Appel (Brusque-SC, 1 de maio de 1946) é um ex-futebolista brasileiro que atuava como goleiro e que fez fama atuando pelo Vasco da Gama. Após pendurar as chuteiras, virou escritor e cronista esportivo. Atualmente, também é presidente do Clube Esportivo Paysandu, agremiação de sua cidade natal.

## Carreira
Valdir começou sua carreira futebolística no Clube Esportivo Paysandu, agremiação de sua cidade natal, em 1963.
Dois anos depois, foi emprestado ao Clube Atlético Carlos Renaux, de Brusque, e no mesmo ano ao America, do Rio de Janeiro. Após se destacar em uma partida do America contra o Vasco da Gama, Valdir foi comprado, no ano seguinte (1966) pelo alvinegro carioca, onde viveu o auge de sua carreira.

### Vasco da Gama
Pelo cruzmaltino, sagrou-se bi-campeão do Campeonato Carioca de Aspirantes (1966 e 1967) e campeão do Campeonato Carioca de Futebol, em 1970. Ele era o goleiro que estava na reserva do argentino Andrada quando Pelé fez o milésimo gol de sua carreira.
Mas sua passagem pelo clube ficaria marcado por um lance que aconteceu no dia 16 de março de 1969, quando marcou um gol contra que entraria para a história do futebol carioca, e do Maracanã, sendo considerado até hoje o gol contra mais bizarro da história deste estádio. Ele tentou lançar a bola com as mãos, mas acabou fazendo o movimento errado e a jogou para dentro das próprias redes. Não há imagens do lance. O Canal 100, que passava os lances dos jogos nos cinemas, não tinha gravado o gol, pois como o goleiro havia feito a defesa, o cinegrafista virou a câmera para filmar as reações da torcida. O narrador Waldir Amaral, falecido em 1997, assim narrou o lance na Rádio Globo: 
Anos mais tarde, Valdir Appel fez o seguinte comentário sobre esse gol:
| “ | O Pelé ficou marcado por ter marcado 1.000 gols. E eu, por ter feito 1. | ” |

Mesmo depois desse lance, Valdir ficaria ainda mais 3 anos no clube. Em 1970, uma lesão no menisco o impediu de aceitar uma proposta do Ajax, da Holanda.

### Outros clubes
Depois do Vasco da Gama, passou ainda por: Palmeiras de Blumenau, Sport Club do Recife (clube em que foi vice-campeão estadual), Campo Grande Atlético Clube, Volta Redonda (sendo o primeiro goleiro da história deste clube), Bonsucesso (RJ), América de Natal e Alecrim (RN), CEUB (DF), Goiânia, Atlético Goianiense e Futebol Rio Verde (GO) - este último no fim da carreira, em 1982.
Pelo CEUB foi um dos destaques da equipe que participou das edições de 1973 e 1974 da primeira divisão do Campeonato Brasileiro.
Em 1975, defendendo o Bonsucesso, ele teve uma atuação memorável na vitória da equipe do subúrbio carioca frente ao Vasco da Gama por 1 a 0 em pleno estádio de São Januário, em partida válida pelo campeonato carioca daquele ano.
Ainda em 1975, desta vez defendendo o América de Natal, Valdir foi o destaque do jogo, em nova vitória frente ao Vasco da Gama  por 1 a 0 no campo cruzmaltino, em partida válida pelo campeonato brasileiro. Ele ajudou a equipe a chegar nas 8as de finais do Campeonato Brasileiro, inclusive empatando em 0 x 0 com o Inter, que levou o título brasileiro daquele ano.
Em 1976, foi contratado pelo Volta Redonda, tornando-se o primeiro goleiro da história deste clube. Foi ele o goleiro presente na reinauguração do Estádio Raulino de Oliveira, onde o Voltaço empatou em 1x1 com o Flamengo.

### Conquistas
Vasco da Gama
- Campeonato Carioca de Futebol: 1970[12]
- Campeonato Carioca de Aspirantes: 1966 e 1967
- Taça Estadual Rivadavia Corrêa Meyer: 1967

Goiânia
- Taça Cuiabá: 1979

Rio Verde
- Campeonato Goiano de Futebol - Segunda Divisão: 1982

## Carreira pós-futebol
Depois de pendurar as luvas, Valdir enveredou-se pelo caminho do colunismo esportivo, possuindo colunas no jornal "O Município", de sua cidade, Brusque, e na revista do www.futnet.com.br (Volta Redonda).
Em 2006, virou escritor, ao lançar o livro "Na Boca do Gol"!, onde conta os populares causos sobre jogadores das equipes que atuou, além de algumas de suas passagens quando estava pelos gramados.
Até hoje, já lançou 5 livros, todos tendo o futebol como pano de fundo, que reúnem histórias e causos do tempo em que pisava dentro das quatro linhas, sobre jogadores das equipes em que atuou, jogos, e personagens folclóricos.

### Livros publicados
| # | Ano  | Livro                                                              | Editora               | Info                                                                    | Ref.   |
| - | ---- | ------------------------------------------------------------------ | --------------------- | ----------------------------------------------------------------------- | ------ |
| 1 | 2006 | Na boca do gol                                                     | Editora: S&T Editores |                                                                         | [ 13 ] |
| 2 | 2010 | O goleiro acorrentado                                              | Editora: S&T Editores | O livro vem acompanhado da revista em quadrinhos "Futebol de Bom Humor" | [ 14 ] |
| 3 | 2014 | Onde ele pisa nascem histórias                                     | Hanoi Editora         |                                                                         | [ 15 ] |
| 4 | 2018 | Para sempre o mais querido: A história do Clube Esportivo Paysandú | Editora UNIFEBE       | Livro em co-autoria com o professor Ricardo José Engel                  | [ 16 ] |
| 5 | 2019 | Voltaço: O início de uma paixão!                                   |                       |                                                                         | [ 7 ]  |